# Medasina anepsia
Medasina anepsia är en fjärilsart som beskrevs av Eugen Wehrli 1941. Medasina anepsia ingår i släktet Medasina och familjen mätare. Inga underarter finns listade i Catalogue of Life.